# Dança açoriana
A dança açoriana chegou ao Espírito Santo junto dos primeiros 50 casais de açorianos - indivíduos naturais da região de Açores em Portugal - que se fixaram em terras capixabas por volta de 1812. Segundo o professor e folclorista Guilherme Santos Neves, os açorianos foram semeando, com suas cantigas, folguedos, festas, provérbios e rezas, as "velhas tradições que eles consigo trouxeram das 'ilhas'" A região de Viana, "centro inicial da colonização açoriense em terras capixabas", realiza há muitos anos a Festa do Divino Espírito Santo. Esta consiste na longa procissão em duas alas, crianças à frente, e no centro, sob o pálio carregado por seis fiéis, a Bandeira do Divino, vermelha, enfeitada de fitas coloridas, com a Pombinha simbólica no topo; em seguida, conduzida por devotos, vão a Coroa de Prata e Cetro do Imperador. 

## História
O professor Guilherme Santos Neves transcreve em um estudo publicado no jornal A Gazeta de 08 de dezembro de 1962 o trecho do relato da primeira festa do Divino Espírito Santo na comunidade açoriana: 
"A primeira festa realizada na Igreja, depois de sua inauguração, foi a do Espírito Santo, a 7 de julho de 1817, da qual foi oficiante frei Carlos das Mercês Demichellis, capelão do Convento de S. Francisco de Vitória, e festeiro Antônio de Freitas Lira, natural deste Estado, casado com D. Luíza Aurélia da Conceição, ilhoa de nascimento, troncos da numerosa família Lira, ainda radicada no município. / De todas as festas que se realizavam que se realizavam na Paróquia, em tempos idos, a do Espírito Santo era a mais pomposa, pela sua originalidade. Os festeiros, sempre um homem e u’a mulher que não fossem da mesma família, eram sorteados um ano antes e faziam a festa às suas expensas – o “imperador” (assim se designava o festeiro) festejava o dia e a “imperatriz” (designação da festeira), a véspera. Cada qual se esmerava por desempenhar melhor a sua missão que eles consideravam sagrada. / A imagem do Divino Espírito Santo era entregue ao novo festeiro no dia do sorteio, à tarde, em procissão solene, como também a coroa à festeira. / Na véspera, o festeiro, acompanhado do Vigário e dos fiéis presentes, ia em procissão, pouco antes do ofício religioso, à casa da festeira buscá-la, ao som da música e de hinos religiosos, e levava-a à Igreja. Ali tinha lugar a celebração das vésperas, havendo depois leilão, fogos e diversões outras até alta noite. No outro dia, antes da missa, era a festeira que, acompanhada de igual séqüito, fazia idêntica cerimônia com o festeiro. E a festa corria tão animada, tão cheia de alegria e de religiosidade que era um encanto assisti-la" 